# Gnophos gremmingeri
Gnophos gremmingeri là một loài bướm đêm trong họ Geometridae.